# Boletim do Museu Paraense “Emilio Goeldi”
Boletim do Museu Paraense “Emilio Goeldi" (abreviado Bol. Mus. Paraense "Emilio Goeldi") es una revista ilustrada con descripciones botánicas que fue editada en Belem. Se publicó en los años 1933-1956. Fue precedida por Boletim do Museo Goeldi de Historia Natural e Ethnographia y reemplazada por Boletim do Museu Paraense “Emilio Goeldi”. Nova serie, Botanica.